# Nu metal (subcultura)
El movimiento nu metal es la consecuencia social y mediática del género musical denominado nu metal. Es un estilo contracultural que apareció a mediados de los años 90. El género tomó diversas influencias musicales, estéticas y temáticas de géneros como el grunge, rap, heavy metal o artistas pop, esta diversidad de influencias produjo diversas bandas con diferencias muy significativas entre sí, tanto visual como musicalmente, pero al ser apoyadas diversas bandas por grandes disqueras el término "nu metal" fue acuñado para referirse a esta diversidad de bandas. Se considera un movimiento dentro del indie de la generación Y.
Las bases de esta cultura fueron influenciadas por bandas de fusión, especialmente entre rock y rap, se consolidaron con la aparición de Korn en 1993, quienes son considerados los padres del género. Korn introdujo el uso de rastas y de ropa ancha de tipo deportivo (Adidas en su primera época y luego Puma).

## Historia

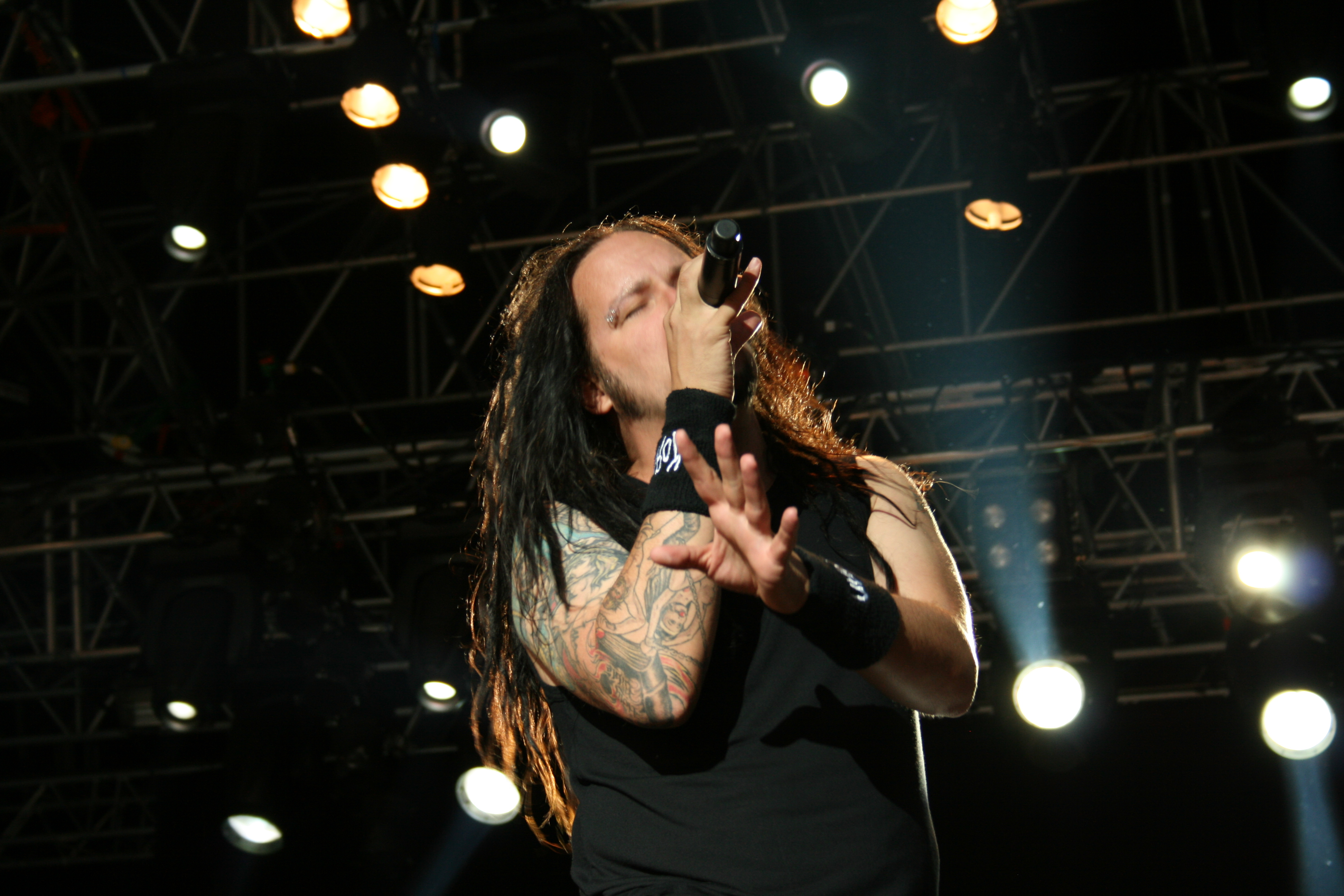
Jonathan Davis, vocalista de la banda Korn, la más influyente dentro del género Nu Metal.

La subcultura del nu metal surge a mediados de los 90's junto con el género musical del cual deriva, tras la caída comercial del grunge. Su aparición estuvo influenciada por bandas como Jane's Adiction, Rage Against the Machine, Tool, Faith No More, Prong y Helmet, entre otras. Pero las bandas que darían comienzo al Nu metal propiamente dicho serían Korn y Deftones, que no solo marcaron el estilo musical sino también la estética del movimiento. Este estilo incluía rastas (en el caso de Korn, Deftones, P.O.D. y muchas otras), aunque si bien son usadas fuera del movimiento rastafari por diversos artistas de Punk Rock y otros desde comienzos de los 80, fue muy popular gracias a bandas como Korn, también fue común el uso de cabello corto, más adelante el uso de gel y púas, la fuerte influencia del hip hop en la cultura americana se reflejó en el uso de ropa ancha y deportiva muchas veces de tonos oscuros.
La época de mayor auge de este movimiento tuvo lugar a finales de la década de los '90 y sobre todo en la primera mitad de la década de 2000. Esto fue gracias a la aparición de otras bandas que se sumaron a las pioneras, entre las cuales podemos nombrar a Linkin Park, Slipknot y Limp Bizkit. En este momento el género se vuelve bastante popular en mucho países y logra una buena cantidad de admiradores que imitan el aspecto de las bandas internacionales.
Desde 2006, el nu metal perdió vigencia en la escena mainstream para luego resurgir en la actualidad. Según el diario The New York Times en la nota titulada "Are you Ready', the Numetal Renaissance is upon us"   la generación Zeta actual ha caído cautivada por este genero musical, reviviendolo en la actualidad y haciéndolo tendencia en redes sociales como Tik Tok, donde los nuevos jóvenes muestran su top de bandas de numetal, recrean sus outfits y hasta "bailan" el Numetal en videos cortos, desplazando de a poco al genero Urbano tan en boga poco tiempo atrás. 

## Indumentaria
Normalmente, la indumentaria es similar a la de los movimientos skate punk y hip hop. Se caracteriza por las siguientes vestimentas:
- Pelo corto, generalmente peinado con gel para el cabello, o bien rastas (dreads). En algunos casos se lleva el pelo largo para hacer la danza de la cabeza o headbanging (aunque esto es poco común en el estilo musical).
- Sudaderas o chaquetas anchas y largas, o bien la parte superior de chándal.
- Camisetas anchas, a menudo transpuestos.
- Jerséis de equipos de fútbol americano o bien de equipos de baloncesto
- Pantalones anchos (caídos normalmente), ya sean vaqueros o cargo, aunque también son frecuentes los de chándal.
- Cinturones de chapa y generalmente, pinchos piramidales.
- Zapatillas deportivas o planas, estas últimas típicas del skate.
- Gorros o gorras en ocasiones; muchos músicos actúan a veces con sombreros.
- Calcetines altos.
- Perforaciones de aro, comúnmente más de uno por oreja o ceja.
- Muñequeras normalmente negras, a veces varias por brazo.

En principio no había empresas destinadas a la fabricación de prendas, por el rechazo a la comercialización. Pero en su explosión comercial Adidas y Puma fueron las principales, entre otras marcas deportivas.

## Escenas locales

### Argentina
A.N.I.M.A.L fue una de las principales pioneras del género en Latinoamérica, además de ser de las mayores exponentes dado que algunos de sus trabajos fueron producidos por Max Cavalera en Estados Unidos. Después surgieron bandas como Carajo, producto de la separación de dos miembros de A.N.I.M.A.L y otras como Cabezones, Nativo, Timmy O Tool o Bruthal 6. Bandas actuales incluyen Roma, Mala Reina y Barro, la banda del cantante de trap Ca7riel. 

### Chile
La contracultura en Chile se originó luego de que bandas, más orientadas al Groove y Metalcore, decidieran tomar influencia de bandas más innovadoras en ese momento como Korn o Deftones, tanto en lo musical como lo visual.
En Chile la escena musical saltó a la fama a finales de 1999 al año 2000, cuando bandas como Rey Chocolate, Rama, Dracma, 2X, Total Mosh y Rekiem (estos 2 últimos pioneros en el género) saltaron del Underground para obtener renombre tanto nacional como internacional, siendo Rékiem, 2X y Dracma los que llegaron a un mayor éxito. Luego de esto fueron muchos los que se sumaron al movimiento, siendo el último gran movimiento contra-cultural que ha tenido el Rock Chileno y luego de la escena New Wave ochentera y el Thrash metal, es la más exitosa a nivel internacional.
A comienzos del 2005, luego de que pocos de los grupos de recambio no lograron el éxito de sus predecesores y con los medios mirando hacia otro sitio, la escena empieza a perder fuerza y son pocos los grupos que aún se mantienen tocando y sacando discos y muchos menos son los que logran algún tipo de renombre en algún canal o emisora extranjera como MTV (debido al actual desinterés de esta por el género).

### Colombia
En Colombia el nu metal desencadenó dos fenómenos diferentes, el primero fue que gracias al auge comercial de las bandas como Korn, System of a Down, Limp Bizkit o Linkin Park, a finales de los 90s y principios de la década del 2000, muchas personas tomaron este género como punto referencial para entrar al mundo del rock a nivel general u otros géneros alternativos, como el Hip Hop. El otro fenómeno fue la consolidación de una subcultura seguidora del nu metal, dando pie a la creación del "Powercore" o simplemente "Power", que es nu metal ampliamente influenciado por el hardcore punk, rapcore y groove metal; este último, durante la década de los 90s era conocido erróneamente como Power Metal, debido al álbum de Pantera del mismo nombre, por lo que se solía considerar al Nu Metal como la versión "modernizada" de este género. Quizá por estas razones, el Nu Metal colombiano tiene un sonido más contundente y agresivo, en comparación a las bandas más reconocidas del género a nivel mundial.
La época de auge del movimiento Power vino desde la segunda mitad de los noventa hasta bien entrado el nuevo milenio, favorecida por la presencia de varias bandas underground de gran calidad, y que lograron hacer historia dentro del rock colombiano. Dentro de las más influyentes para el movimiento Powercore podemos nombrar a Ultrágeno, De2, Adlibitum, Defenza, Raíz, No Silence, Insane, Injury, El Sie7e (en su primera etapa, ya que después cambiaron de género), Revez, Pr1mal, Adlibitum, Boca Abajo, Koyi K Utho (que es metal industrial con groove metal, pero tuvieron un gran impacto en el movimiento Power y el rock colombiano a nivel general), Tierradentro (con una influencia muy marcada de Hardcore), Raza Odiada, No Importa, Nepentes (más enmarcada en el metal alternativo) y Mochacabezas, entre las más importantes de la escena nacional. Muchas de estas bandas eran protagonistas frecuentes de programas de música alternativa nacionales, como Mucha Música, del canal bogotano CityTV, además de presentarse con regularidad en diferentes ediciones de los festivales públicos al parque, como Rock Al Parque, los Tortazos (en el Teatro al Aire Libre la Media Torta, en Bogotá) y más. Uno de los momentos culmen de la escena Powercore vino con el colectivo de bandas de música alternativa Proyecto Virus, en el que, si bien también había artistas de Hardcore, Metalcore, Punk, Death Metal y hasta música electrónica, muchas de las bandas de Nu Metal anteriormente mencionadas fueron las principales protagonistas.
Después de la baja comercial del nu metal a nivel mundial la gran mayoría de bandas representativas del Powercore colombiano se acabaron.
De esta época Koyi K Utho, que cambió su formación, es la única banda que ha permanecido activa más de 20 años. Tierrandentro, Pr1mal y Revez cesaron actividades en el 2012, aunque estas dos últimas retornaron recientemente a los escenarios con nuevo material (2023 a 2025). En el 2025, Adlibitum, que fue una de las bandas más importantes del Nu Metal colombiano a finales de los 90's, anunciaron show de reunión junto a Pr1mal. En su momento, Injury también anunció su regreso a las tarimas, con una nueva presentación en el festival Stereopicnic 2014, pero fue una reunión temporal. Respecto a la subcultura Powercore, al desaparecer gran parte de las bandas que representaban a este género, muchos de sus seguidores migraron a los movimientos Hardcore y Metalcore (que en Colombia siempre han tenido alguna conexión con el Nu Metal), o se decantaron por tendencias más tradicionales del rock y el metal, o simplemente migraron otros géneros musicales, ya por fuera del mundo de las subculturas. Esto deja al Nu Metal como una subcultura totalmente underground en Colombia, con algunos pocos exponentes de gran calidad, como la banda Newen, de Bogotá. Muchas de las bandas actuales relacionadas con el género, o con antiguos integrantes de la escena Powercore, tienen ahora un sonido más cercano al Metal Alternativo y al Metalcore Moderno. Por otro lado, algunos se han decantado por las bandas tributo, que han logrado bastante popularidad en los últimos años, y el Nu Metal no ha sido ajeno este fenómeno. En Colombia, estas bandas tributo a los artistas más reconocidos de Nu Metal suelen tener muy buena acogida en el público, especialmente por quienes crecieron escuchando Nu Metal en los medios masivos de comunicación, pero nunca hicieron parte de la subcultura del Powercore, o de otras subculturas relacionadas.

### Perú
En el 1998 se sitúa el origen más remoto de la explosión de este género, "Niño Malo" fue un festival de rock que se realizó el 18 de abril de 1998 en el Complejo Deportivo Niño Héroe Manuel Bonilla. Se llevó a cabo para ayudar para los damnificados por el fenómeno del niño en el verano del 98 en Perú. Se destacaron las participaciones de las bandas: D'mente común, La Sarita (elegido grupo revelación del año) y La Raza.
También los medios audiovisuales ayudaron a la difusión de este género, como los programas:
- "Distorsión", conducido por Pedro Cornejo[3][4]
- "Tv Rock" conducido por Víctor "Cucho" Peñaloza[5][6]
- "Tv Insomnio" conducido por Sergio Galliani[7]

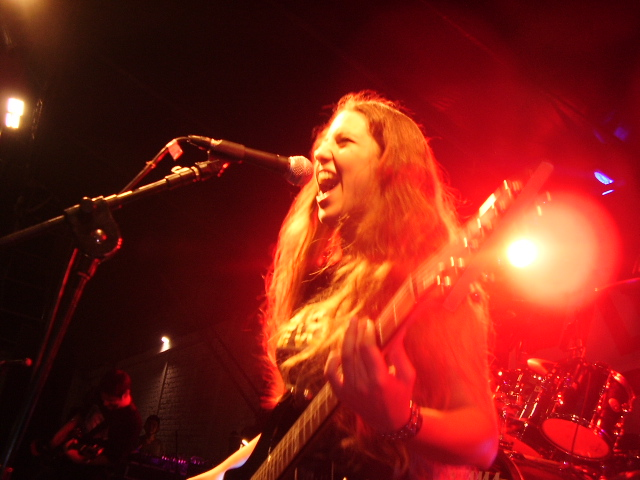
Claudia Maúrtua, vocalista de Ni Voz Ni Voto, una de las bandas más representativas, en el Perú.

A partir de ese año, hasta el año 2005 aproximadamente, es cuando llegó a su máxima difusión este género. Las bandas que destacan de esta época son: Serial Asesino, Cuchillazo, Natura, entre otros.
Lamentablemente, en el transcurso de los 2005-2009 y con correlación al estado mundial de la difusión del Nu Metal, las bandas van perdiendo oyentes y muchas se separaron, hasta el día de hoy.
Sin embargo, es a partir del año 2010 que se podría hablar de un "resurgimiento" del interés por el nu metal, en el Perú.
Agria volvió a la escena musical con un EP, luego de separarse en el 2006. En ese mismo año, Korn visita el país y tuvieron como teloneros a la banda "Por hablar", grupo que se había separado hace 7 años atrás y que había vuelto a la escena nacional el año anterior.... El año siguiente, también estuvieron de teloneros, esta vez de la banda Limp Bizkit.
El 2012 la banda Ni Voz Ni Voto retornó, luego de una pausa de 8 años, con un CD más maduro, en la cual se puede observar el crecimiento musical de sus integrantes.
A la par que van retornado viejas bandas, también surge una nueva generación de bandas que van adquiriendo notoriedad gracias al uso de las redes sociales, como Área 7, Sacro y Genera
A partir del 2015, programas como "Jammin", "Imagen de la Música, Todo Rock" y "Playzlist.pe" ayudan a difundir en general, la música producida por los artistas peruanos.
El Festival Conecta Perú, llevado a cabo el 17 de diciembre de 2015, fue un evento en el que se pudo trazar lazos comunicativos entre las distintas escenas nu metal, screamo y metalcore de Estados Unidos, España, Chile y Perú. Se presentaron las bandas Alesana, Crazy Town, 36 Crazyfists, Hamlet, 2x y Scomic; mientras que por el lado nacional estuvieron presentes los grupos :  ...Por Hablar, Natura, Gaia y Serial Asesino.
En el 2016, la banda R3set, cuyo video musical "Clavos" llegó a ser #3 en MTV LA, (Los 10 más pedidos en 2002); anunció su retorno en su fanpage, a la par que dieron a entender que estaban trabajando en la grabación de un nuevo disco.
El fenómeno de fusionar el Rock con sonidos autóctonos del país, tampoco ha sido indiferente al Nu Metal; aquí podemos mencionar como casos ejemplares a la canción "Esclavo", del disco Más Poder (2001) de La Sarita  y la canción "Desaparecer", de la banda Temptation Xplodes, en colaboración con la reconocida cantautora nacional Eva Ayllón.;  es notorio aquí el uso del Cajón y la Quijada.
Como dato importante mencionar que respecto a Latinoamérica, el Perú ocupa el tercer puesto; luego de Chile y Argentina, en interés por este género musical, según lo demuestra las estadísticas de búsqueda brindadas por Google, con respecto a estos últimos 5 años.

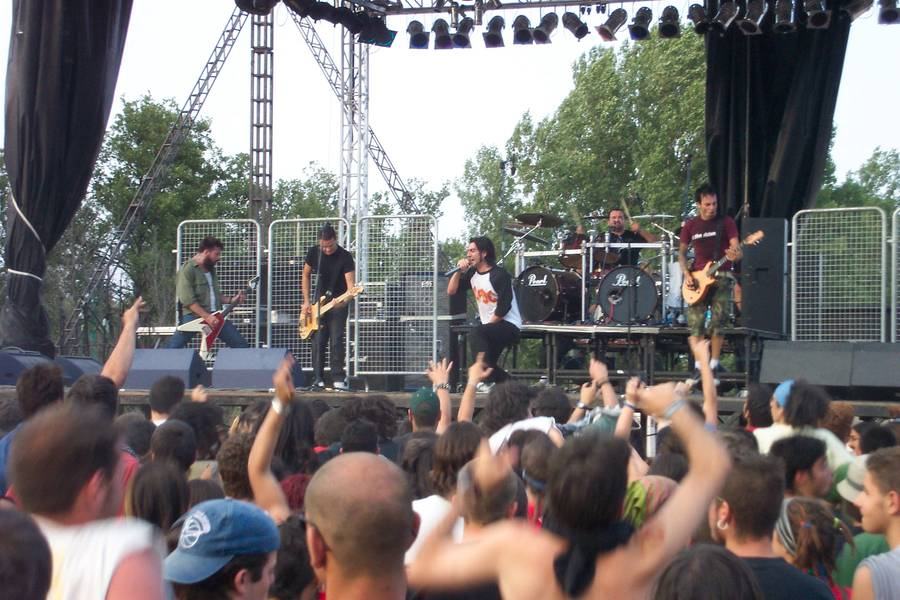
Hamlet, la banda del género más reconocida en España.

### España
En España la presencia del movimiento fue relativamente escasa comparada con otros lugares. Aun así supuso un gran peso en el metal nacional la existencia de determinados grupos de música, tales como Def Con Dos, Sindicato del Crimen, Hamlet, Coilbox, Skunk D.F., XXL, Hora Zulú, Kannon, Ruido Rojo, Narco, NdNO, Terroristars y Xkrude entre otros.

### México

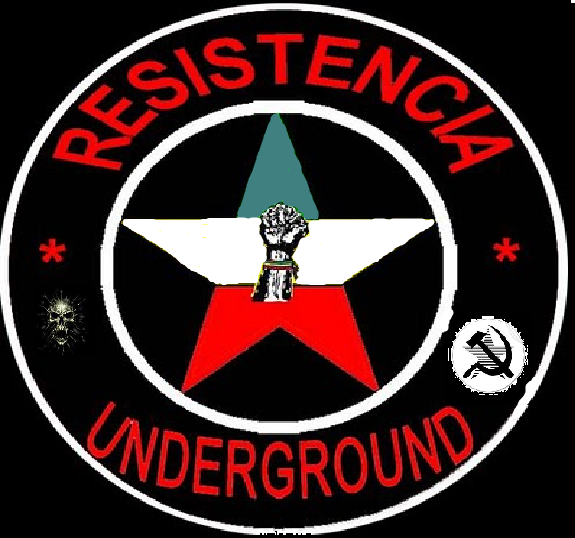
Bandera de Resistencia Underground-Nu metal en México.

En México fue nula debido a la influencia punk, aunque desde 2000, en que los nu metal están en resistencia con otras subculturas, ha aumentado un poco su popularidad gracias a bandas como Ill Niño y Slipknot, y también del death metal progresivo. Tienen tendencias políticas, principalmente del socialismo, nihilismo, cooperativismo, ecologismo y comunismo, por lo que los hacen ser un movimiento político, al igual que en Colombia, que realiza campañas sociales en contra de las "ideas" que implanta en la gente la música como el pop o el reguetón principalmente. Son llamados comúnmente como Resistencia Underground y están organizadas en brigadas. Durante los años 90, fueron considerados por el gobierno como un peligro. Las bandas más destacadas de este país son: Blind HoЯses, Molotov, PCN, Qbo y Resorte.
Algunas de sus actividades que los separan de los demás metaleros son unas como asistir a las marchas, reunirse en grupo, realizar trabajos para la protección del perro callejero, entre otras.

### Irlanda
En Irlanda es escasa, aunque muchos de estos siguen la doctrina del IRA, y la influencia de bandas como Linkin Park, Mushroomhead o Slipknot.

## Música
- Heavy metal
- Metalcore
- Nu metal
- Rap metal
- Industrial metal
- Death metal
- Groove metal
- Funk metal
- Doom metal
- Death/doom
- Funeral doom
- Folk metal
- Rap rock
- Hard rock
- Post-grunge
- Rapcore
- Horrorcore
- Grindcore
- Deathgrind
- Thrash metal